# DB-Meldeanlagensystem
Das DB-Meldeanlagensystem (DBMAS) ist ein System zur Überwachung und Steuerung von Gefahrmeldeanlagen im Bereich der Deutschen Bahn.
Es ist der Nachfolger des DOS-basierenden Systems MAS90 aus den 1990er Jahren. Im Sinne der Verwaltungsvorschrift für die Bauaufsicht über Signal-, Telekommunikations- und Elektrotechnische Anlagen (VV BAU-STE) handelt es sich um ein zentrales System für Leit- und Steueraufgaben für die Betriebsüberwachung.
Das System DBMAS dient der Übermittlung von digitalen Informationen von Gefahrenmeldungen im Netzbereich der Deutschen Bahn. Es übermittelt z. B. Zustandsinformationen und Alarme von Einbruch- und Brandmeldeanlagen, Alarme von Heißläufer- und Festbremsortungsanlagen sowie Informationen über Störungen an technischen Einrichtungen der DB InfraGO AG an die jeweils zuständigen Stellen.
Auf den Bedienplätzen angezeigten Informationen können einfache Hinweise, wie z. B. die Anweisung zur Beauftragung einer Störungsbeseitigung, aber auch direkte Aufträge zum schnellstmöglichen Anhalten eines Zuges bei entsprechender Gefährdungslage enthalten.
DBMAS unterlag bis Sommer 2017 als Gefahrenmeldeanlage der Kontrolle und Zulassung durch das Eisenbahn-Bundesamt. Mit Überarbeitung des Anhang 1.7 der VV BAU-STE im August 2017 wurde DBMAS unter das Freigabeverfahren der DB Netz AG gestellt.

## Aufbau
Das DBMAS besteht aus einem DBMAS-Zentralrechner, der sich in der Betriebszentrale des jeweiligen Regionalbereichs bzw. der S-Bahn Berlin (ebenfalls zusätzlich geplant: Zentrales Stellwerk der S-Bahn Hamburg) befindet, einen NTP-Server, der das DCF77-Zeitsignal empfängt, bereitstellt, und Bedienplatzrechnern in den zuständigen Stellwerken  sowie der technischen Überwachung (TÜ, vormals für die Entstörungsveranlassung zuständigen Stelle (EVZS) genannt), die die zentralen Melde- und Registriereinheiten des MAS90 ersetzen, sowie MAS90-Konvertern. Die Kommunikationsverbindungen sollen ausschließlich über im Eigentum der DB befindliche TK-Infrastruktur realisiert werden. Es sind noch keine Anlagen für die direkte Anbindung an das DBMAS freigegeben, weshalb alle Meldungen über MAS90-Ringe, das X.25-Netz und die MAS90-Konverter laufen.
Mittlerweile darf DBMAS (in Version 1.5.3) auch an das Leitsystem zur Betriebsführung, Technische Fahrwegüberwachung Teil „Betriebliche Gefahrenmeldeanlagen“ (LeiTFÜ-G) angebunden oder in den BZ-Standardbedienplatz (SBP-N) integriert werden. Die aktuell letzte Freigabe hierzu wurde durch die DB Netz AG mittels zweier technischer Mitteilungen (TM 4-2016-10615 I.NPS4 und TM 1-2016-10612 I.NPS4, beide mit Ausgabestand 2. September 2016) durchgeführt (Freigabe zum Einsatz als Gefahrenmeldesystem in Version 1.5.3HF1).

## Nomenklaturen
DBMAS-Gesamtsysteme setzen sich aus verschiedenen Komponenten und Teilbereichen zusammen, welche einer relativ unüberschaubaren Struktur dargestellt werden.

### MAS90-Ring
Ein MAS90-Ring besteht aus einem X.25-Netzwerk zur Datenübertragung sowie einer MAS90-Zentrale. Beides zusammen wird mit „Ring“ bezeichnet.

### X.25-Netz
Ein X.25-Netz ist die Infrastruktur zur Datenübertragung innerhalb von MAS90-Ringen und wird – nach entsprechender Migration – innerhalb von DBMAS weiter verwendet.

### DBMAS-Netz
Ein DBMAS-Netz ist die Zusammenfassung einer DBMAS-Zentrale (je Region), migrierten X.25-Netzen sowie neu errichteten IP-Netzen.

### DBMAS-Teilnetz
Als Teilnetz gelten die auf einem MAS90-Konverterpaar und/oder Switch zusammengefassten Anlagen und Standorte. Insofern kann ein DBMAS-Teilnetz den gleichen Anlagen-/Endgeräte-Bereich abdecken, den zuvor auch ein MAS90-Ring abgedeckt hat – es kann aber auch eine Art Zusammenfassung mehrerer ehemaliger MAS90-Ringe oder auch nur Anteile daraus darstellen.
Mittlerweile hat sich die Sprach- bzw. Schreibweise von Teilnetzen in DBMAS in einer etwas erweiterten Form etabliert. Es wird nicht mehr vom „Teilnetz 41“ im „DBMAS-Netz 05“ (RB Mitte), sondern vom „Teilnetz 05-41“ gesprochen. Es wird also die „Nummer der Zentrale“ zur eigentlichen Teilnetznummer zusätzlich aufgenommen und somit die Zuordnung des Teilnetzes zu einer Zentrale ebenfalls dargestellt.

## Beispiele für überwachte Systeme
- Heißläuferortungsanlagen im Gleisbereich
- Weichenheizungen
- Windmeldeanlagen auf Brücken oder Dämmen
- Luftströmungsmeldeanlagen in Eisenbahntunneln
- Fluchttürüberwachungen in Eisenbahntunneln
- Tunnelsicherheitsbeleuchtungen
- Klimaanlagen in elektronischen Stellwerken
- Stromversorgungssysteme elektronischer Stellwerke
- Einbruchmeldeanlagen
- Brandmeldeanlagen

## Fortbildungen
Schulungen für DBMAS werden durch die DB-Training angeboten und durch den Hersteller des Systems durchgeführt.